# Miuroglanis platycephalus
Miuroglanis platycephalus är en fiskart som beskrevs av Eigenmann och Eigenmann, 1889. Miuroglanis platycephalus ingår i släktet Miuroglanis och familjen Trichomycteridae. Inga underarter finns listade i Catalogue of Life.